# Halticus apterus
Halticus apterus је врста стенице која припада фамилији Miridae.

## Распрострањење
Врста je распрострањена на подручју Палеарктика. Среће се на подручју Европе, Африке, северне Азије (осим на подручју Кине) али и на подручју Северне Америке, где се сматра алохтоном врстром. У Србији је релативно честа врста, среће се у низијама али и на подручјима преко 1500 метара надморске висине.

## Опис
Тело је сјајно без длака црне боје. Антене су светле, жућкасте боје, ноге су жуто-црне боје. Фемури су црни а остатак ногу светле боје. Одрасле јединке су најчешће краткокрилне (брахиптерне), са тим да су хемиелитре дугачке до четвртог или петог абдоминалног сегмента. Ређе се срећу дугокриле (макроптерне) јединке. Дугокрили мужјаци су најчешће дугачки од 3mm до 3,2mm, а краткокрили од 2mm до 2,2mm. Дугокриле женке су обично дугачке од 2,6mm до 3,3mm, а краткокриле од 2,2mm до 2,6mm.

## Биологија
Одрасле јединке се јављају од јуна (понекад и крајем маја у зависности од климатских услова) и живе до краја септембра. Понекад се могу срести и у октобру. Halticus apterus се храни на врстама из породице трава (Poaceae), најчешће на врстама из родова Ononis, Vicia. Врста презимљава у стадијуму јајета.

## Синоними
- Halticus aptera Linnaeus, 1758
- Halticus apterous Henry, 1983
- Acanthia pallicornis Fabricius, 1794